# 산내초등학교 (경기)
산내초등학교는 대한민국 경기도 파주시에 있는 공립 초등학교이다.

## 연혁
- 2018년 9월 1일 : 개교